# ملا علقة
ملا علقة (بالإنجليزية: Trouble)‏ هو فيلم كوميدي لبناني للبالغين تم إنتاجه في سنة 2018. هو من إخراج وتأليف بودي بوصفير وبطولة كارلوس عازار ووسام صليبا وتاتيانا مرعب وكريستينا صوايا وجورج قاعي. تم توزيع الفيلم من قبل شركة فينومينون، في يوم 25 كانون الثاني يناير في سنة 2018.

## القصة
تتكلم قصة الفيلم عن شاب اسمه فراس الريس ابن النائب في البرلمان وليد الريس، يتجهز للزواج من خطيبته لكن قبل الزواج ينصحه أحد رفاقه بتجربة العلاقات الجنسية في الإنترنت، وبعد ان يدخل بعلاقة مع فتاة تقوم بإبتزازه، فيلجأ لصديق طفولته مازن ليحل مشكلته.

## البطولة
- وسام صليبا بدور فراس الريس
- كارلوس عازار بدور المختار
- تاتيانا مرعب بدور تاني
- جورج قاعي بدور زياد
- كريستينا صوايا بدور رولا
- شيرين الحاج بدور ليال
- حسام سيف الدين بدور عماد
- عباس جعفر بدور نديم
- جاد بو كرم بدور مازن
- بيار شمعون بدور وليد الريس
- دعد رزق
- روزي الخولي

## وصلات خارجية
- ملا علقة على قاعدة بيانات الأفلام العربية
- ملا علقة على قاعدة بيانات الأفلام على الإنترنت